# Геттенродт
Геттенродт (нім. Hettenrodt) — громада в Німеччині, розташована в землі Рейнланд-Пфальц. Входить до складу району Біркенфельд. Складова частина об'єднання громад Геррштайн.
Площа — 5,32 км2. Населення становить 637 ос. (станом на 31 грудня 2020).